# Bloedbad van Trelew

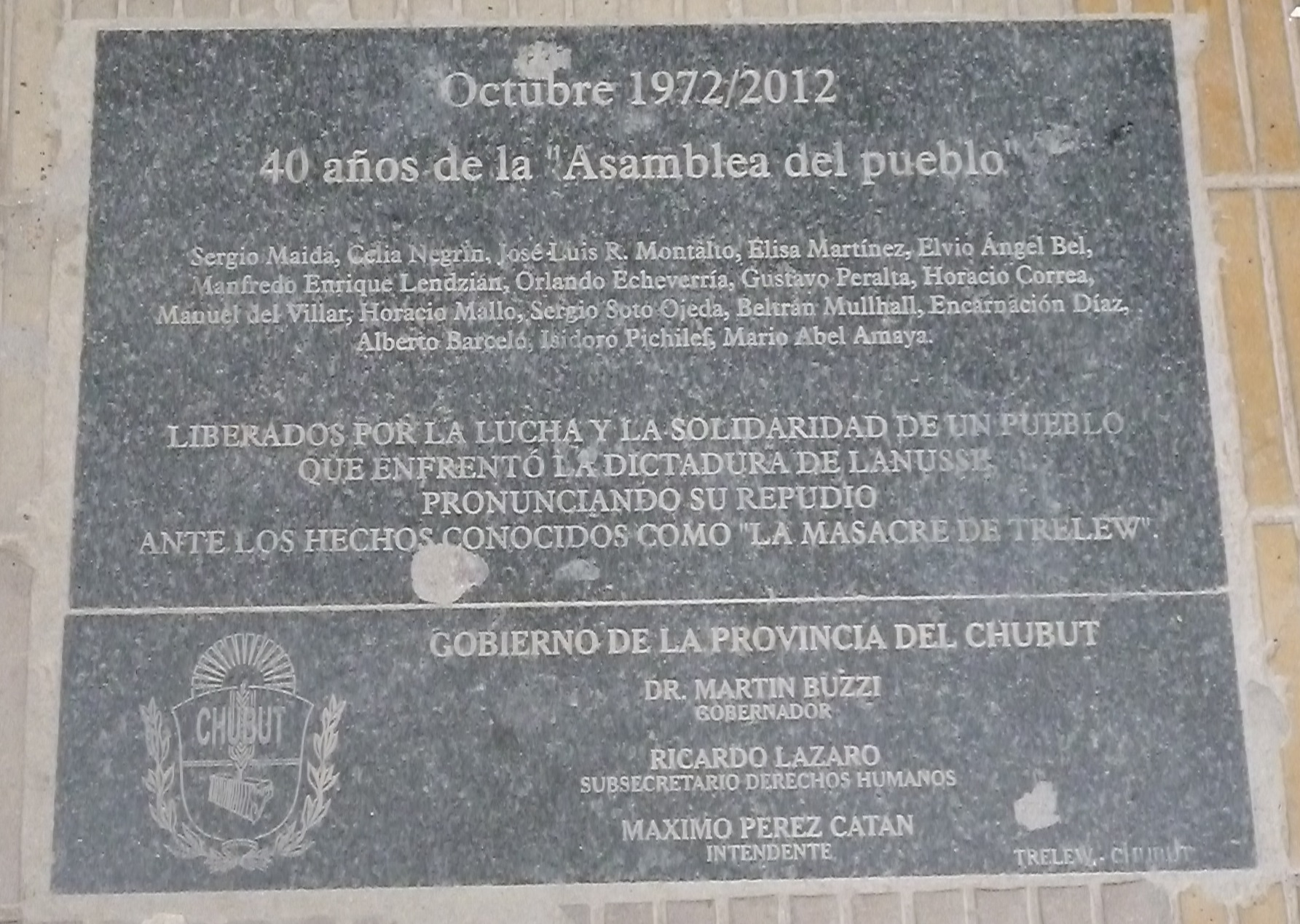
Gedenkplaat in het Teatro Español van Trelew

Het bloedbad van Trelew (provincie Chubut, Argentinië) verwijst naar de standrechtelijke executie op 22 augustus 1972 van 16 leden van verschillende gewapende strijdorganisaties terwijl het land werd geregeerd door de militaire dictator Alejandro Agustín Lanusse, hoofd van de zogenaamde junta van de "Argentijnse Revolutie". De zestien activisten werden gevangen genomen na een ontsnappingspoging uit de gevangenis van Rawson, waarbij zes hoge ERP-leiders (Ejército Revolucionario del Pueblo), Montoneros en FAR (Fuerzas Armadas Revolucionarias), erin slaagden te ontsnappen. De executie, uitgevoerd door soldaten onder leiding van kapitein Luis Emilio Sosa, vond plaats op de marinebasis Admiral Zar om 3.30 uur.  De junta beweerde later dat tijdens de ontsnappingspoging een van de gevangenen een machinegeweer had gepakt. Aangezien er geen soldaten gewond raakten, werd deze versie onmiddellijk door het publiek verworpen. De drie overlevende getuigen legden vervolgens hun getuigenis af. Historici zijn het er nu over eens dat deze gebeurtenis een inaugurele fase van Argentijns staatsterrorisme was. De methode van het executeren van gevangenen zonder enige gerechtelijke aanklacht en zelfs zonder gebruik te maken van een vuurpeloton werd wijdverbreid tijdens de "vuile oorlog".  De Partido Justicialista (peronistisch), die sinds het "Grote Nationale Akkoord" gelegaliseerd is, heeft deze moorden krachtig veroordeeld. Vijf militairen die bij de zaak betrokken zijn, zijn in 2006 in Argentinië aangeklaagd wegens misdaden tegen de menselijkheid.
- Library of Congress Control Number: sh2017003384
- Nationale Bibliotheek van Israël: 987007405873205171